# 赫恩 (莱茵兰-普法尔茨州)
赫恩是德国莱茵兰-普法尔茨州的一个市镇。总面积13.68平方公里，总人口3076人，其中男性1573人，女性1503人（2011年12月31日），人口密度225人/平方公里。